# Prenja
Prenja  je rijeka u Bosni i Hercegovini.
Izvire ispod najvišeg vrha Ozrena Velike Ostrovice (918 m). Lijeva je pritoka Bosne. Najznačajnije pritoke Prenje su Velika Prenja, Mala Prenja, Vukovac i drugi manji potoci.
U rijeci žive potočni rakovi.